# Verwöhnte Kinder
Verwöhnte Kinder  (Originaltitel: Des enfants gâtés) ist ein französischer Film aus dem Jahre 1977. Regie führte Bertrand Tavernier.

## Handlung
Zu Beginn des Filmes wird erläutert, dass durch steigende Mieten immer mehr Menschen in Paris dazu gezwungen werden, die Stadt zu verlassen und sich stattdessen in gesichtslosen Neubauten in den Banlieues niederzulassen. Dies hat eine verstärkte soziale Segregation zur Folge. Zudem haben Kinder nur eingeschränkte Möglichkeiten zum Spielen und zur Selbstentfaltung.
Der Filmregisseur Bernard muss ebenfalls wegen der hohen Mietpreise in einen Wohnblock am Stadtrand umziehen. Gleich bei der Besichtigung seiner Wohnung wird er von Anne, der Vorsitzenden der Mietervereinigung, angeworben. Bernard engagiert sich von nun an auch in der Selbsthilfegruppe und wird für die Anliegen seiner Mitbewohner sensibilisiert. Gleichzeitig beginnt er eine Liebesbeziehung mit Anne und erhält Inspirationen für sein aktuelles Filmprojekt. Da auch Anne an dem viel älteren Bernard Gefallen findet, lädt sie ihn öfters in ihre Wohnung ein und verführt ihn, indem sie sich bei einem Treffen spontan auszieht. Später kommt es allerdings zwischen ihnen zum Zerwürfnis, da Anne Bernard vorwirft, sie nicht aufrichtig zu lieben.
Die lange geplante Podiumsdiskussion zwischen den Mietern und Mouchot, dem Eigentümer des Wohnblocks, gerät zu einer Farce, da sich die Mieter über ihn lustig machen.
Zum Schluss ist Bernards Konzept für seinen nächsten Film abgeschlossen. Dieser soll durch die Erfahrungen im Banlieue brutaler werden als ursprünglich geplant. Die Beziehung zu Anne möchte Bernard weiter aufrechterhalten, nun aber auf einer platonischen Ebene.

## Produktion und Veröffentlichung
Verwöhnte Kinder ist der vierte Spielfilm, in dem Tavernier Regie führte. Isabelle Huppert, die für den im selben Jahr gedrehten Film Die Spitzenklöpplerin einen BAFTA und einen David di Donatello gewann, spielt hier eine kleine Nebenrolle und wird im Abspann nicht genannt.
Die Premiere des Films war am 7. September 1977. 2020 veröffentlichte Studiocanal innerhalb der Collection Tavernier eine DVD in französischer Sprache mit englischen Untertiteln.

## Kritik
„[Der Protagonist] gerät aber mitten in eine Auseinandersetzung zwischen Mietern und Vermieter, in deren Verlauf er die seiner Rolle als Intellektueller gemäße Distanz verliert und einen Platz in der Gemeinschaft der Mieter findet. Witzig-unterhaltsame Mischung aus sozialkritischem Lehrstück und Komödie, in der die letztere die Oberhand behält.“